# Hoboyná
Hoboyná o Hobonyá es un población, hoy desaparecida, del municipio de Ucú, en el estado de Yucatán, México.

## Toponimia
El nombre (Hoboyná) proviene del idioma maya.

## Localización
Hoboyná se encuentra a 5.6 kilómetros de la población de Ucú se comunicaba antiguamente hacia el sur por una vía de riel (Decauville) con la hacienda Yaxché de Peón, del municipio de Ucú, a 5 kilómetros de la población, y de ahí con Xtul pasando entonces por las poblaciones de Sabakalal (donde todavía se encuentra una laguna) y Santa Elena.

## Infraestructura
Se localizan los restos de la hacienda hoy semi-abandonada.

## Sitios de interés
Se encuentran algunos vestigios arqueológicos alrededor del lugar.

## Historia
- La población data desde tiempos prehispánicos.[9][10]
- Tuvo su apogeo entre los siglos XIX y XX y un censo realizado en 1910 indicaba que había 77 hombres y 69 mujeres y que la localidad pertenecía al partido de Hunucmá el cual pertenecía al municipio también de Hunucmá.[11]
- Actualmente opera una unidad agropecuaria.[12]

## Importancia histórica
Tuvo su esplendor durante la época del auge henequenero y emitió fichas de hacienda las cuales por su diseño son de interés para los numismáticos. Dichas fichas acreditan la hacienda como propiedad de A.L. Peón.

## Demografía
Según el censo de 2005 realizado por el INEGI, la población de la localidad era de 0 habitantes.
| 0                           | 0 | 0 |
| (Fuente: INEGI [Consultar]) |   |   |

## Galería

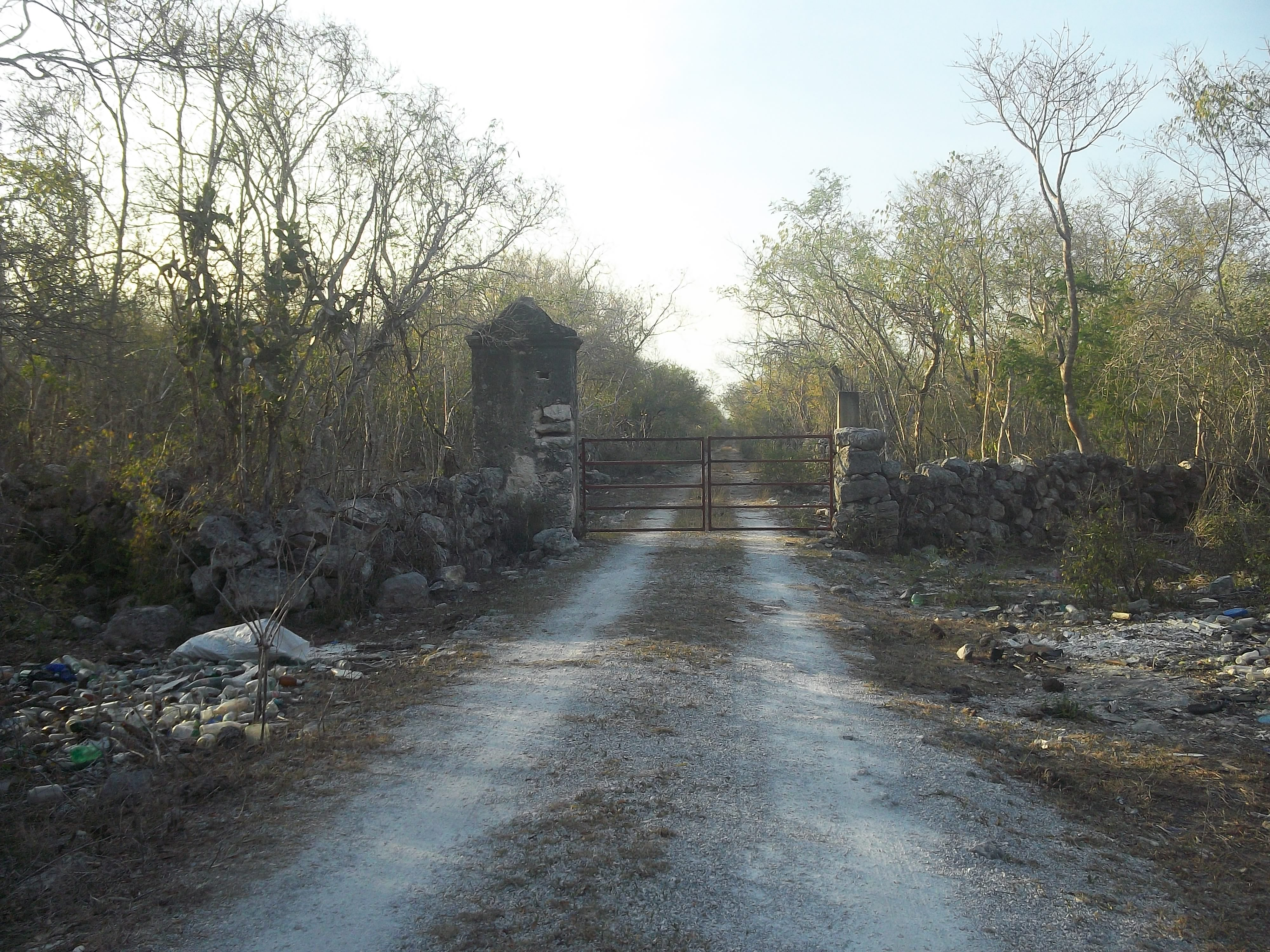
Entrada a Hoboyná.
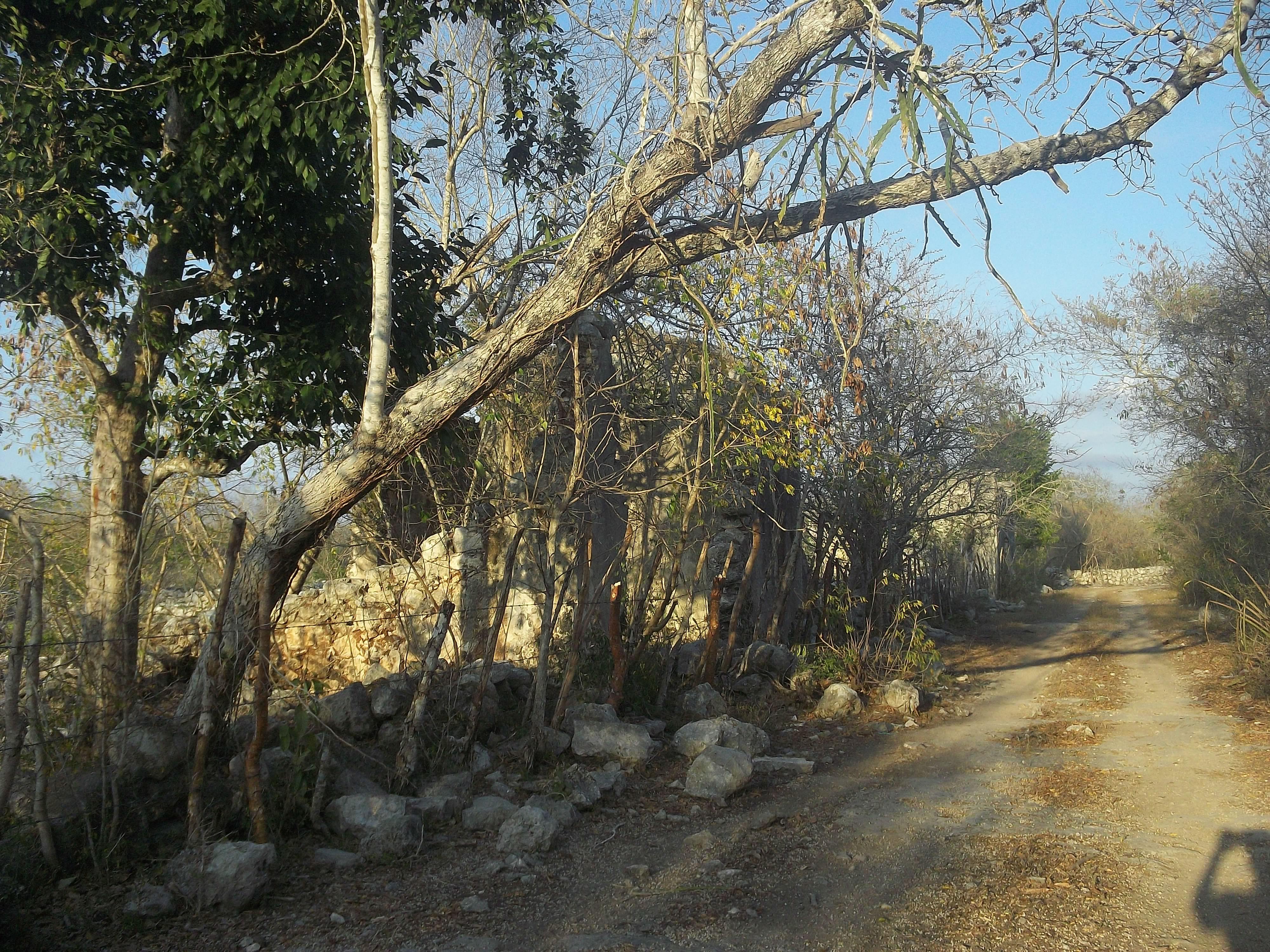
Vista de la hacienda Hoboyná.
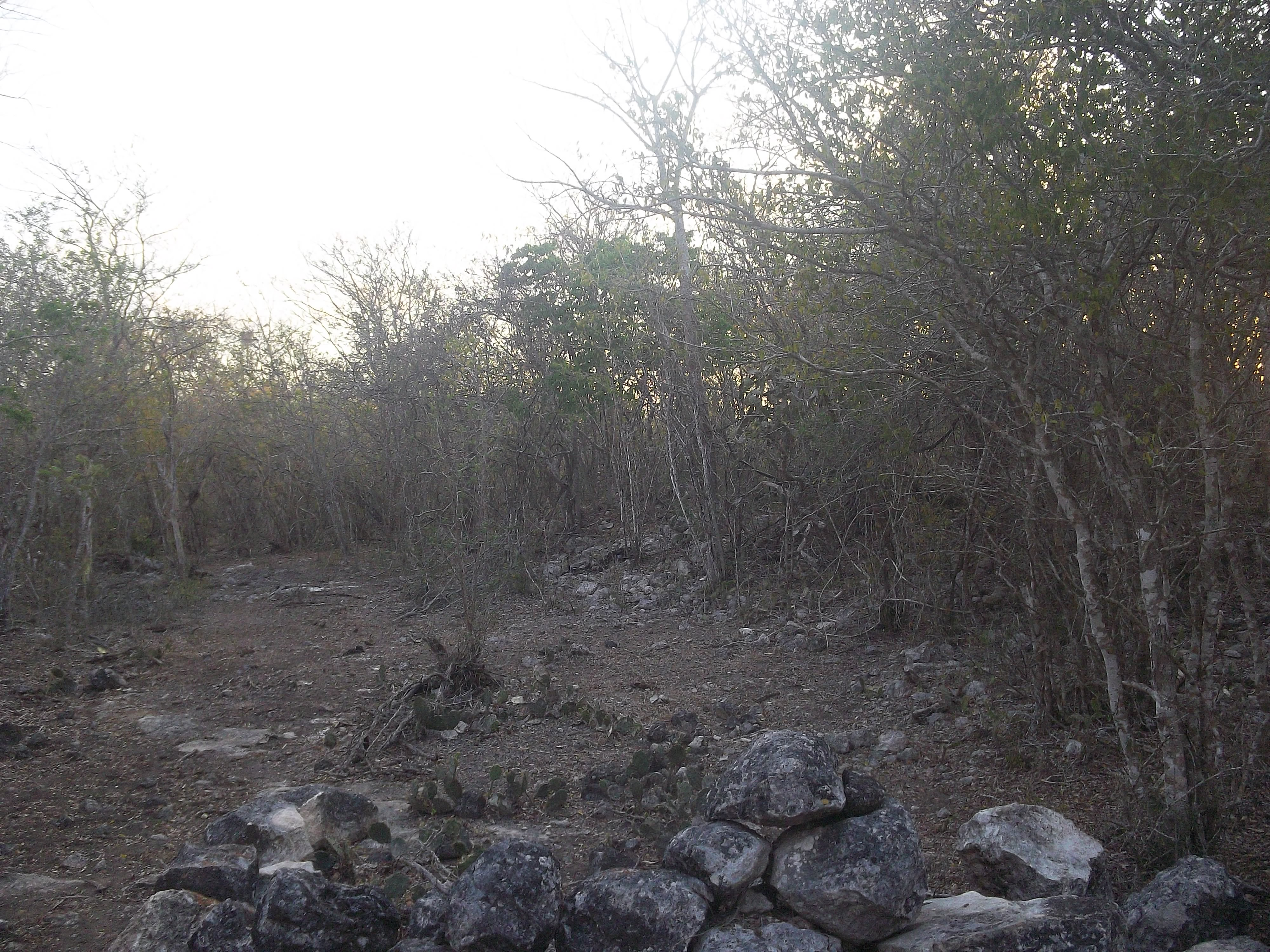
Vestigios mayas de Hoboyná.
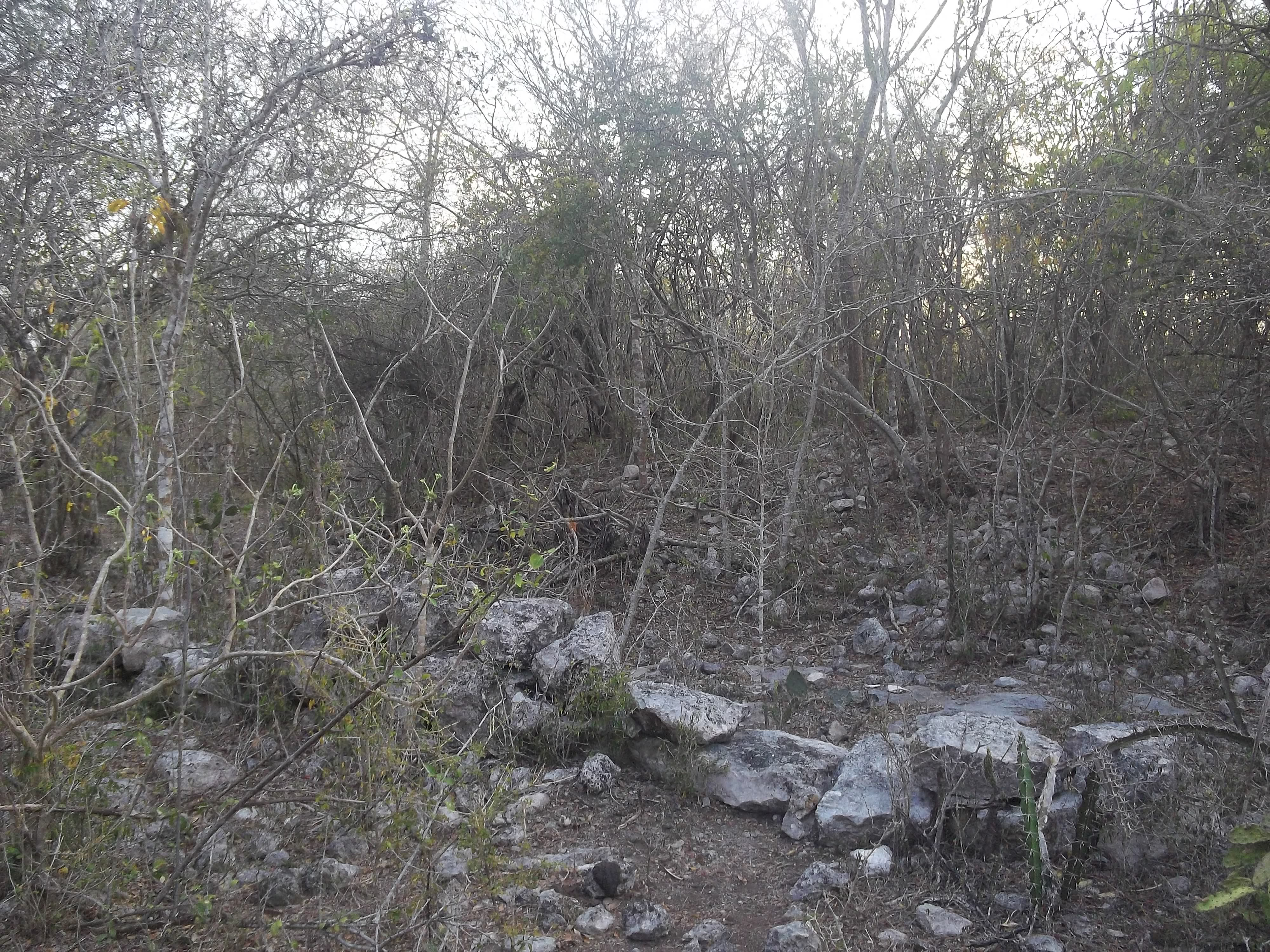
Vestigios mayas de Hoboyná.
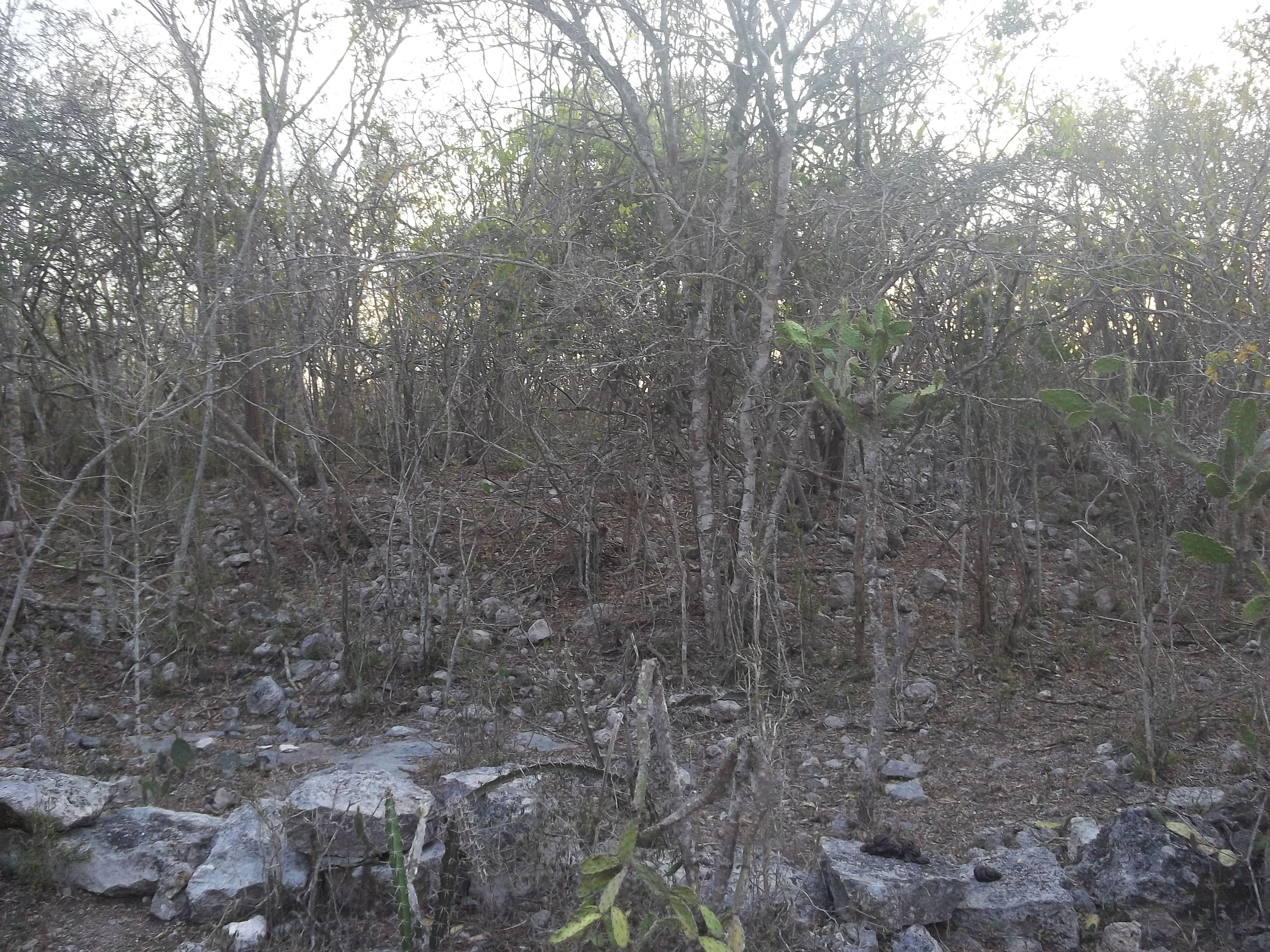
Vestigios mayas de Hoboyná.
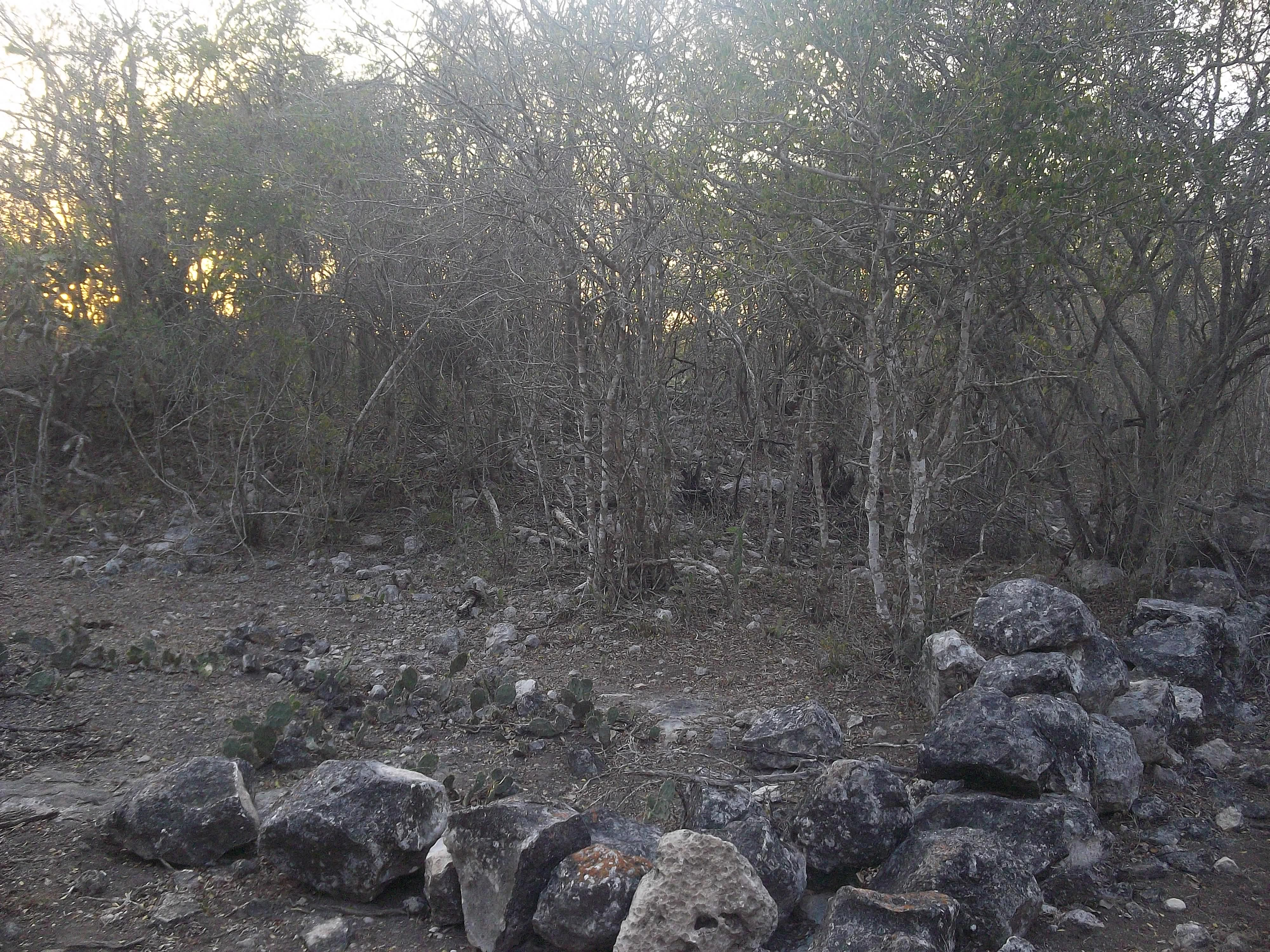
Vestigios mayas de Hoboyná.
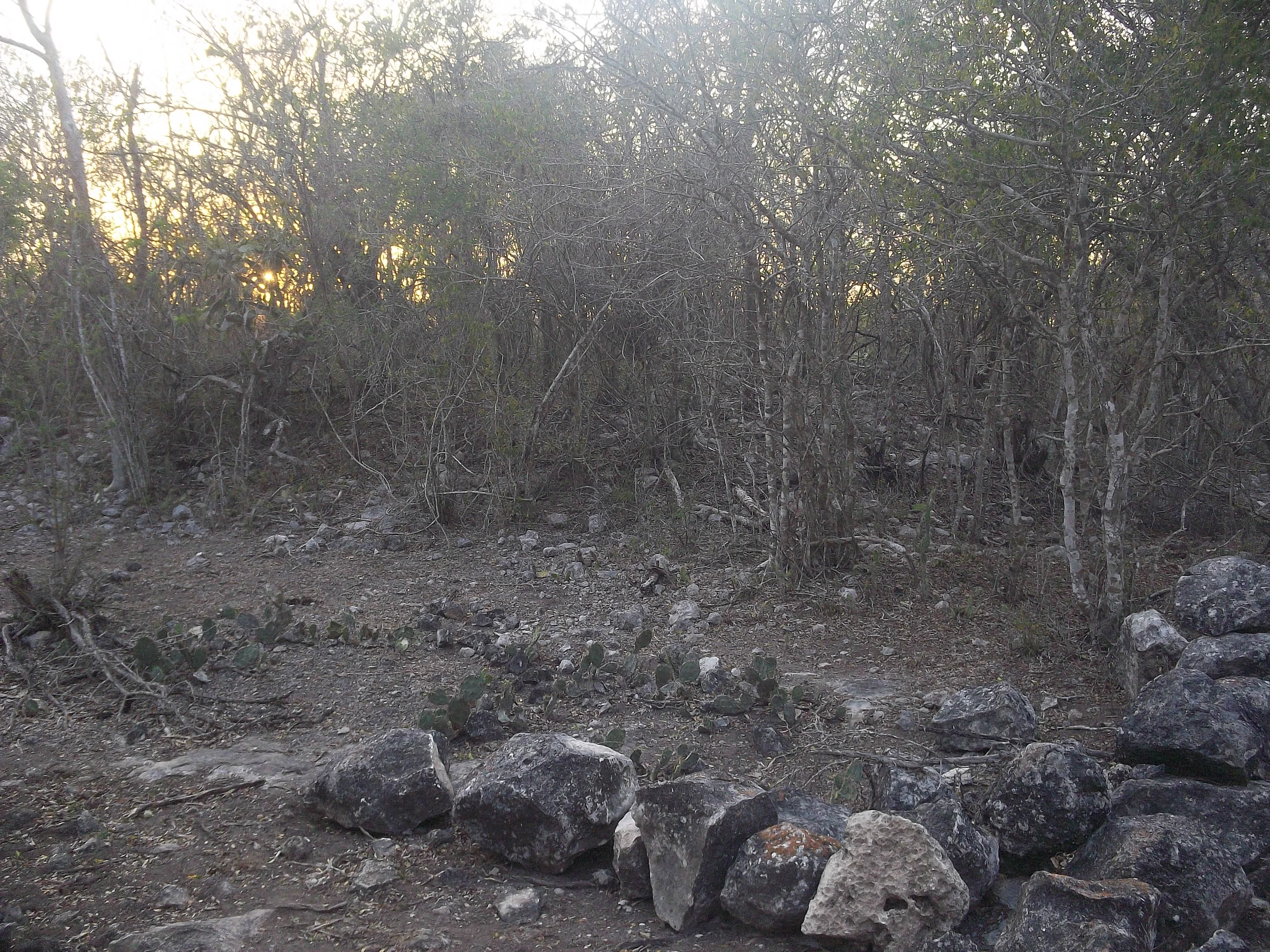
Vestigios mayas de Hoboyná.
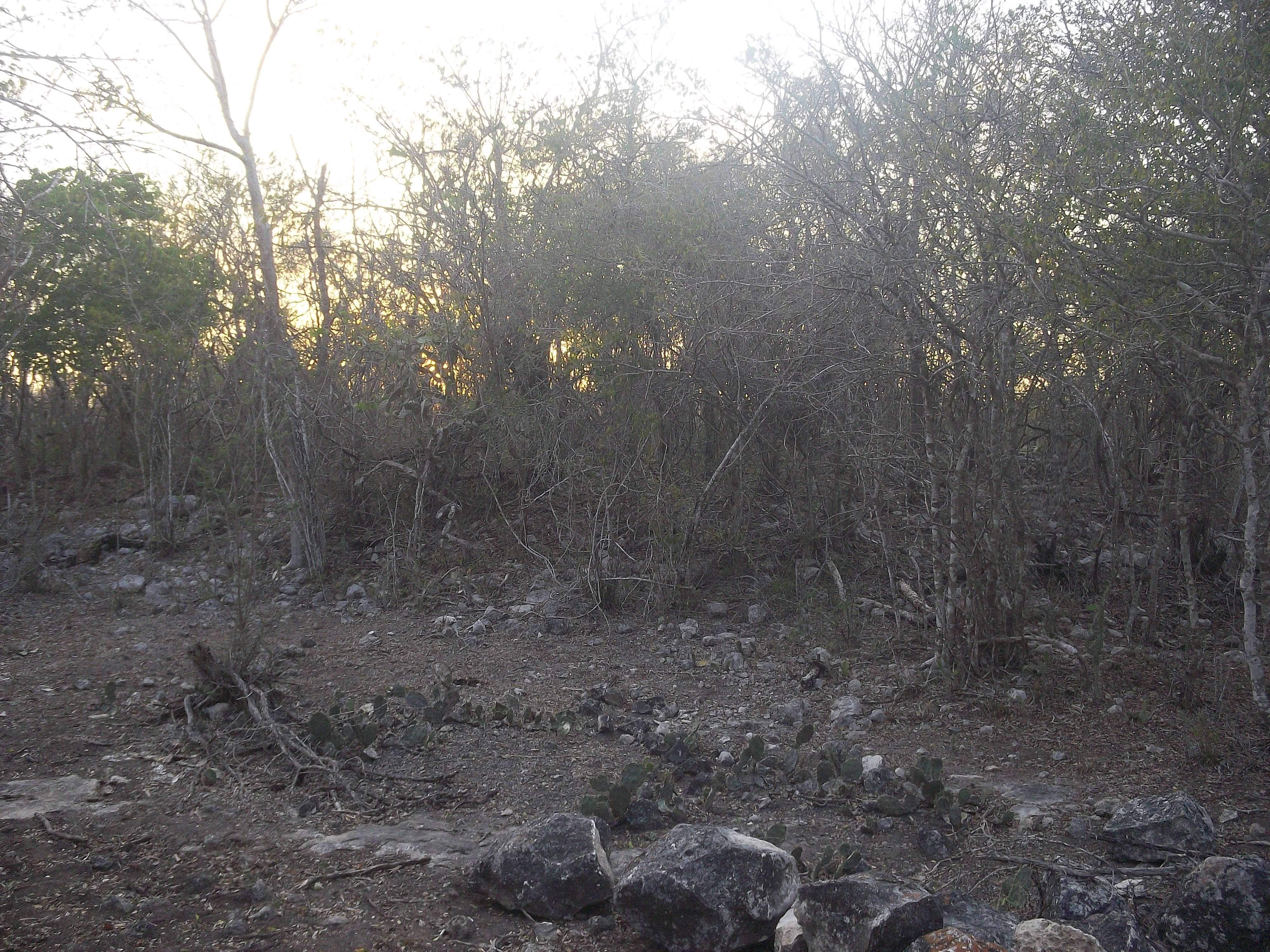
Vestigios mayas de Hoboyná.
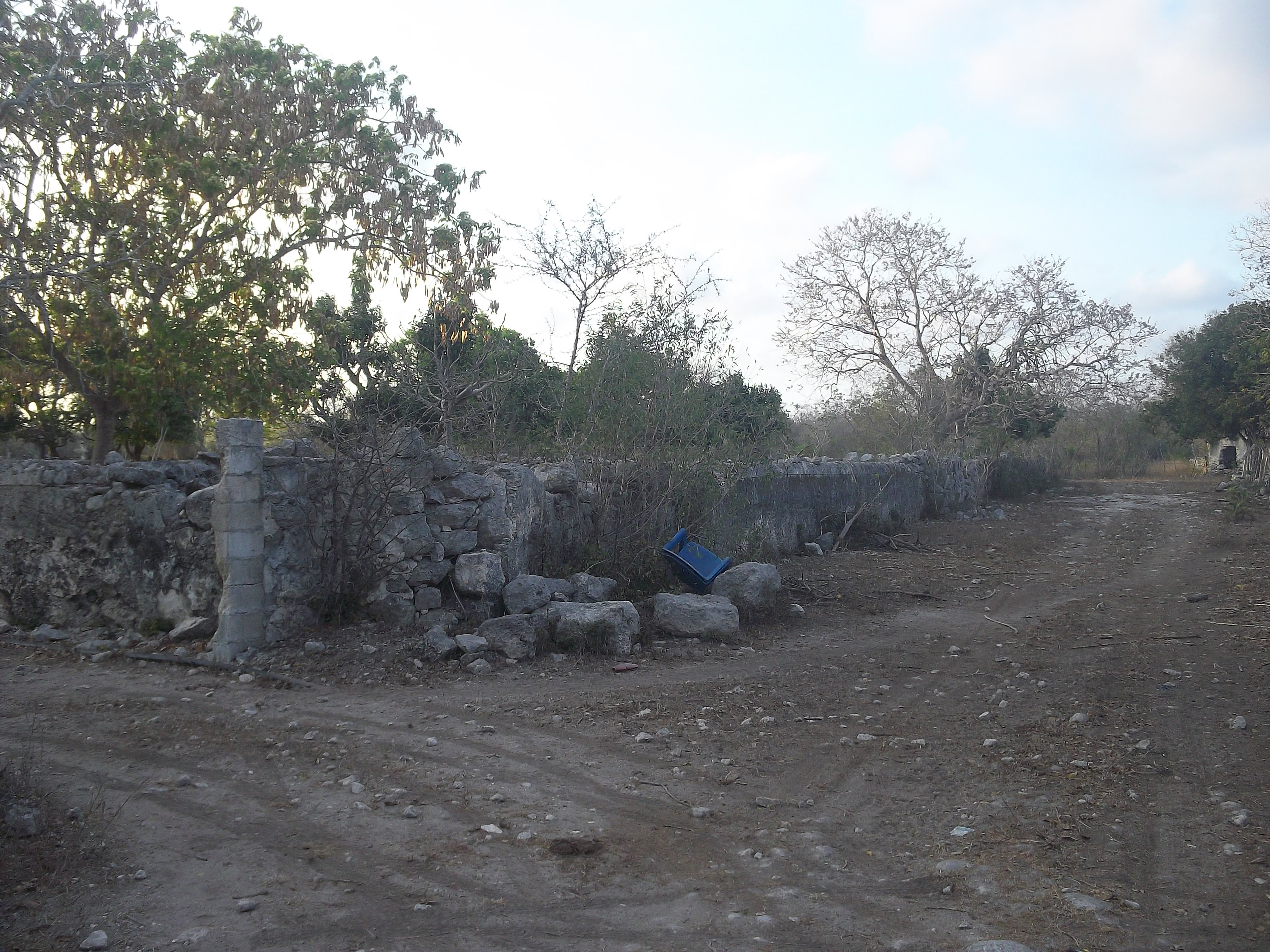
Vista de la hacienda Hoboyná.
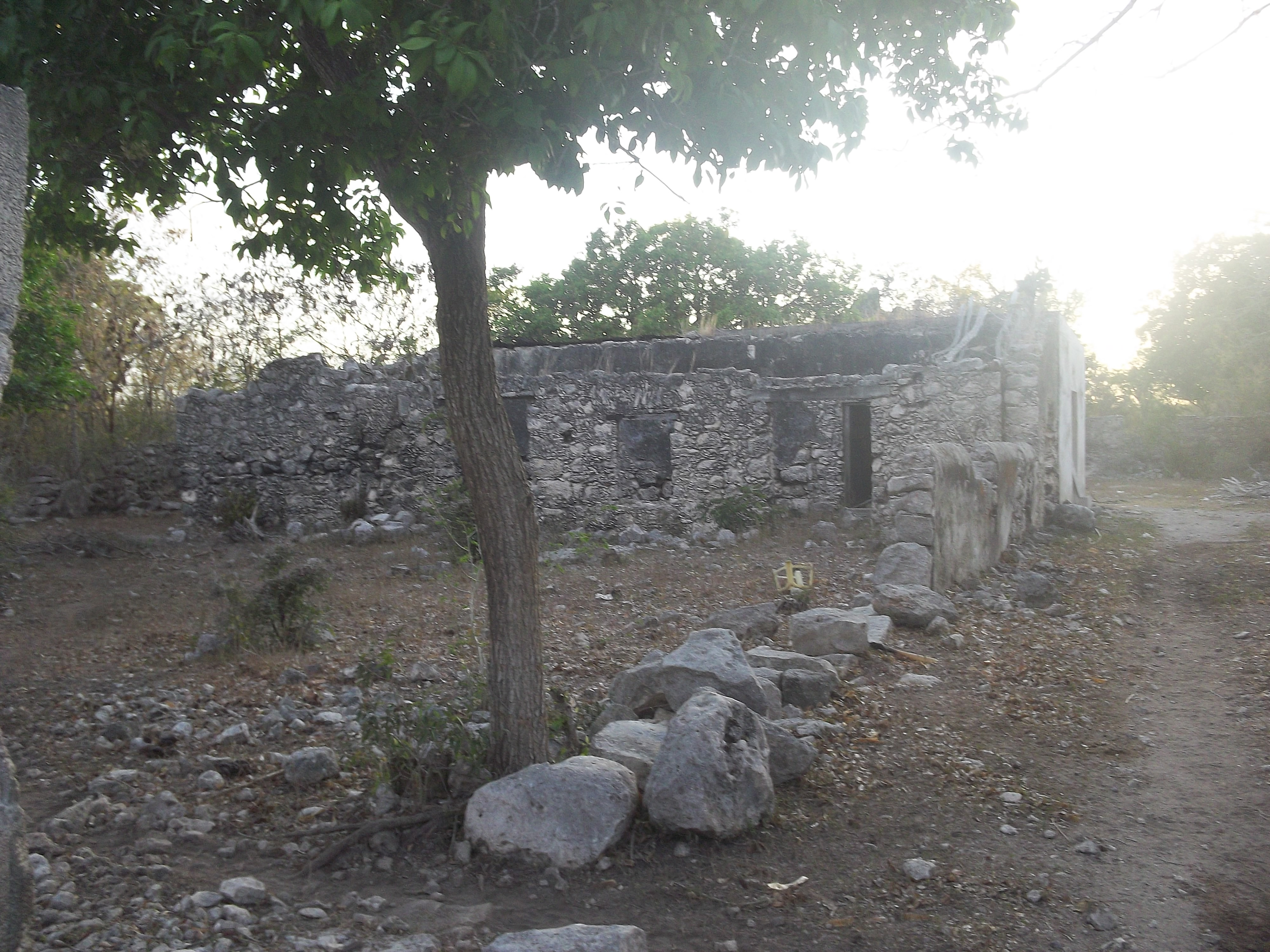
Vista de la hacienda Hoboyná.
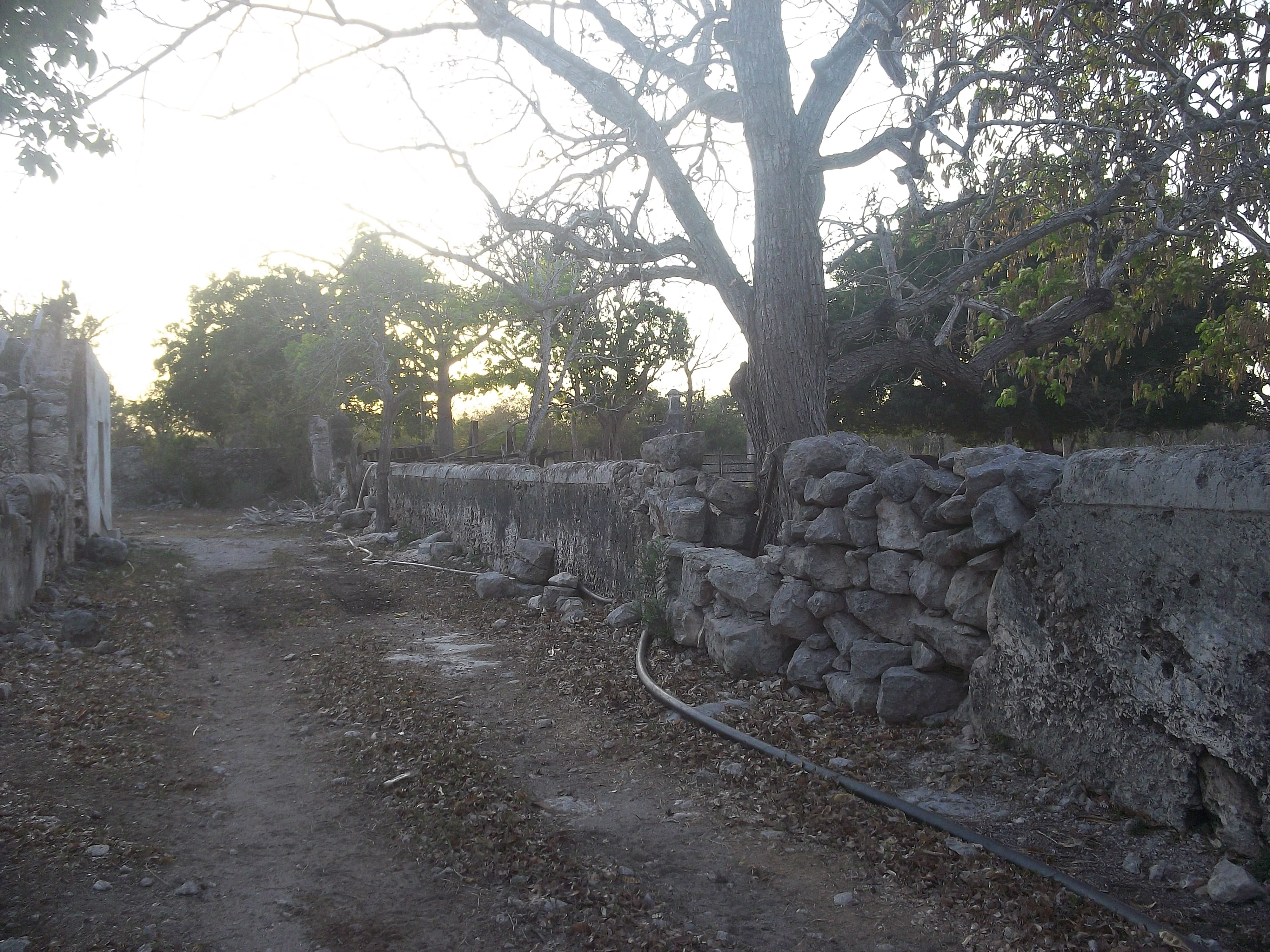
Vista de la hacienda Hoboyná.
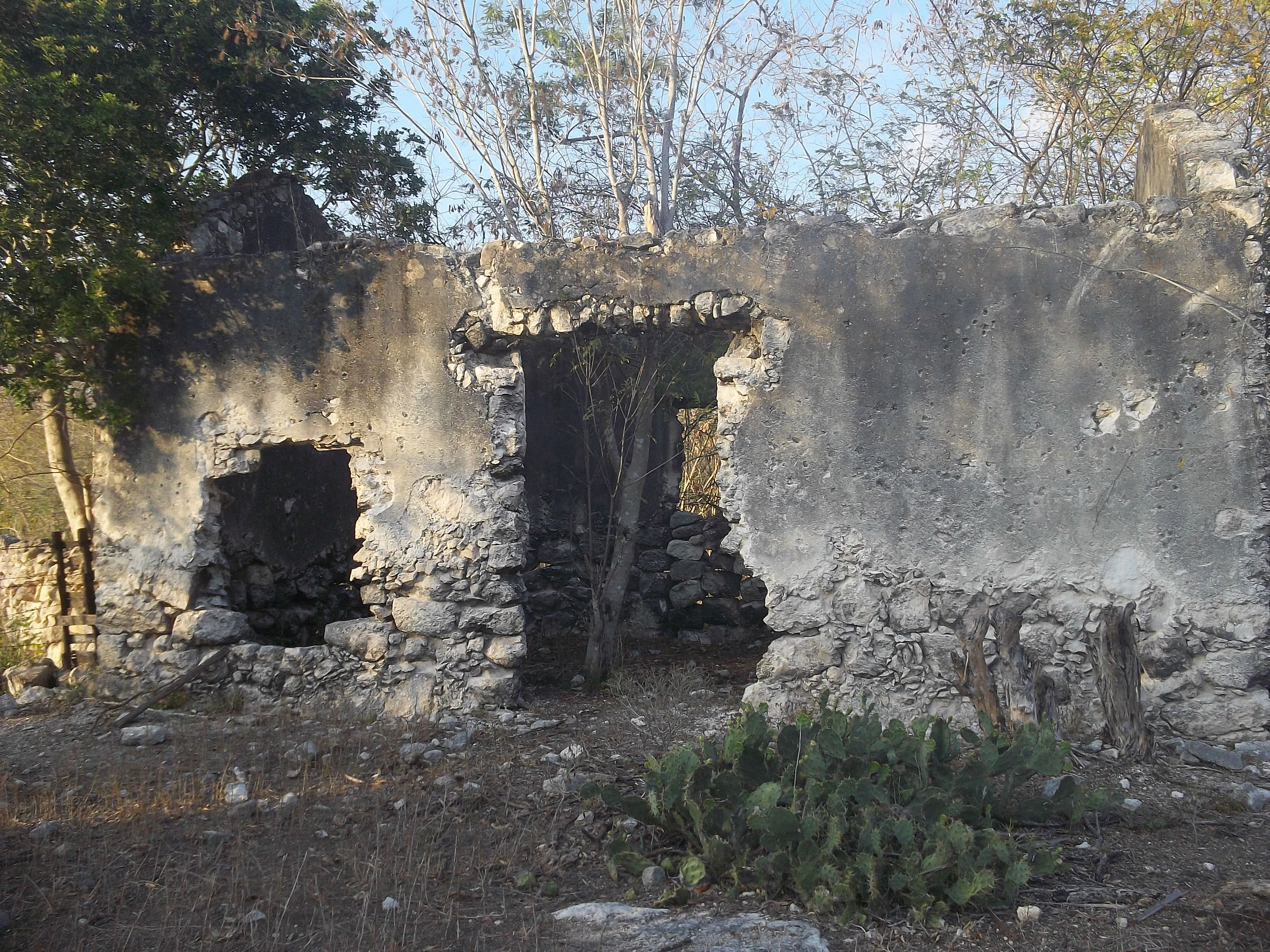
Vista de la hacienda Hoboyná.
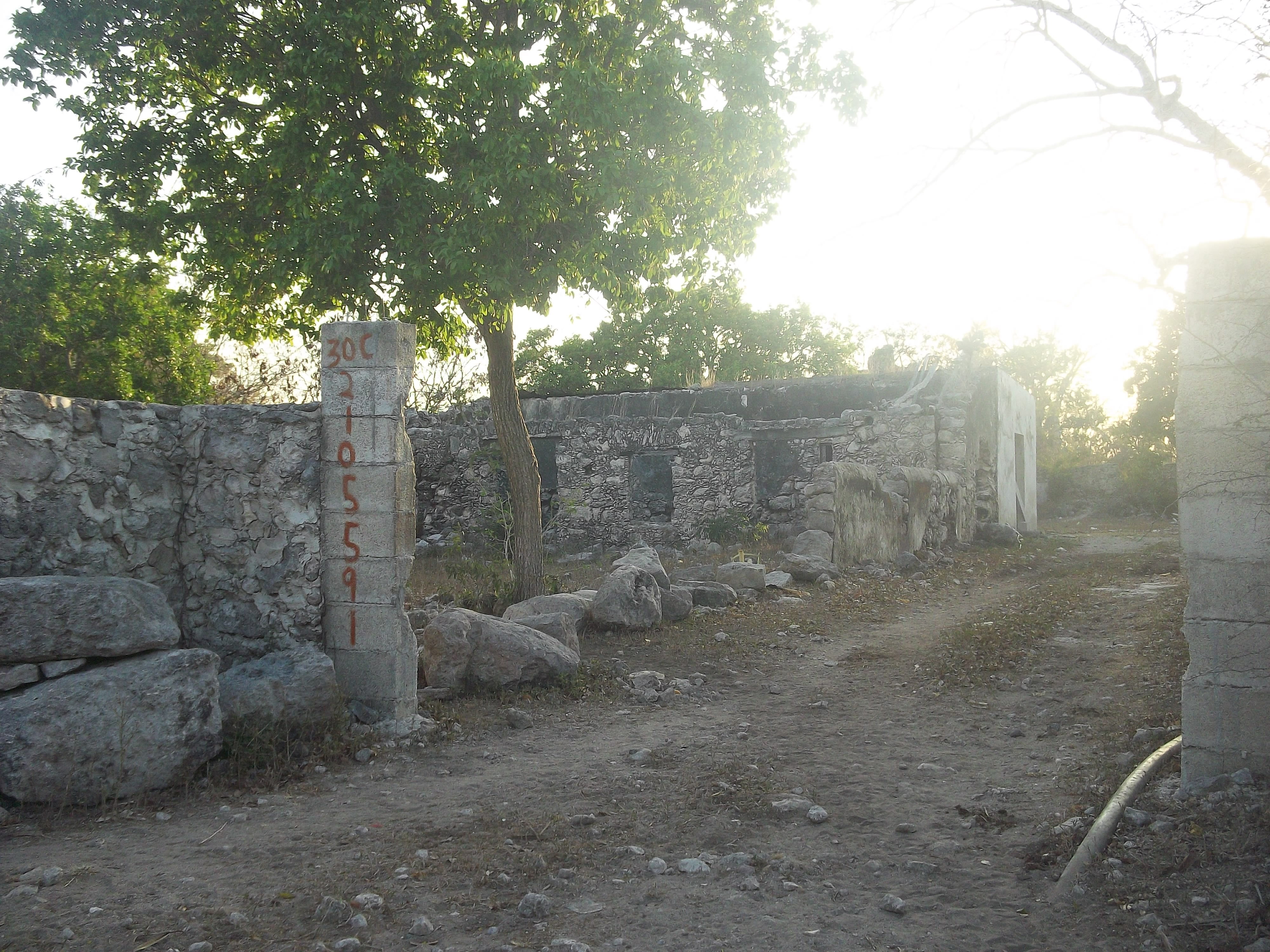
Vista de la hacienda Hoboyná.
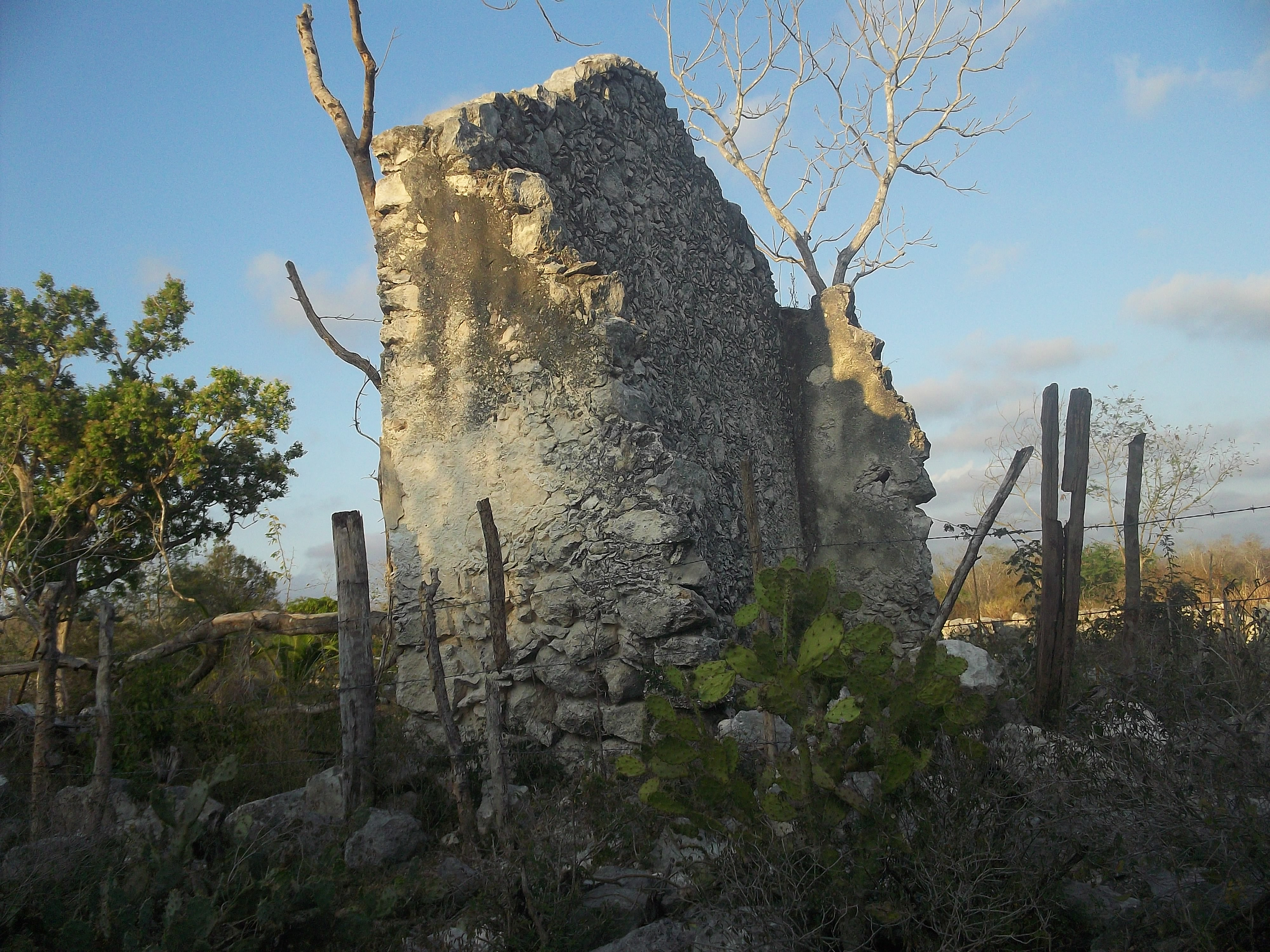
Vista de la hacienda Hoboyná.
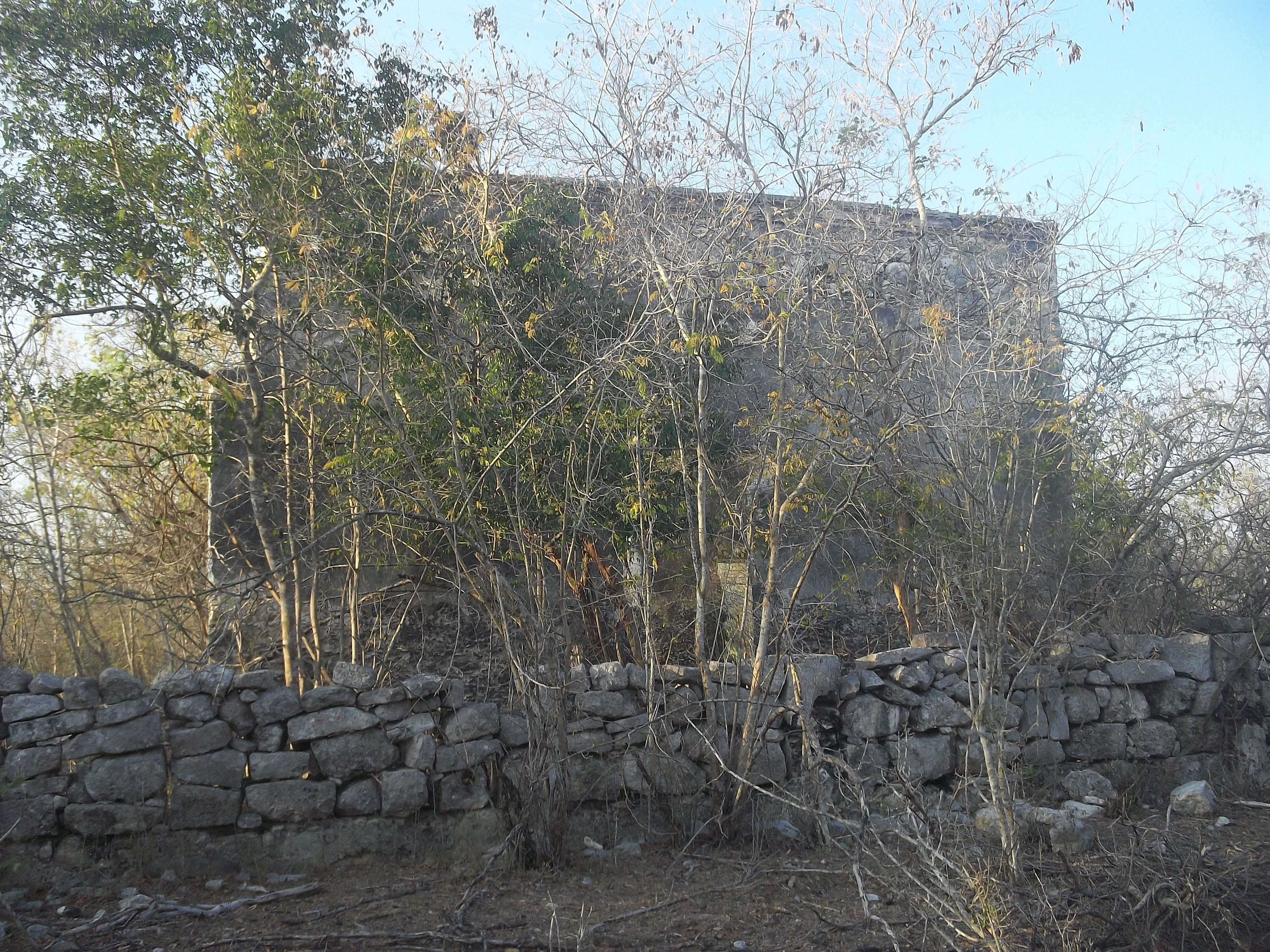
Vista de la hacienda Hoboyná.
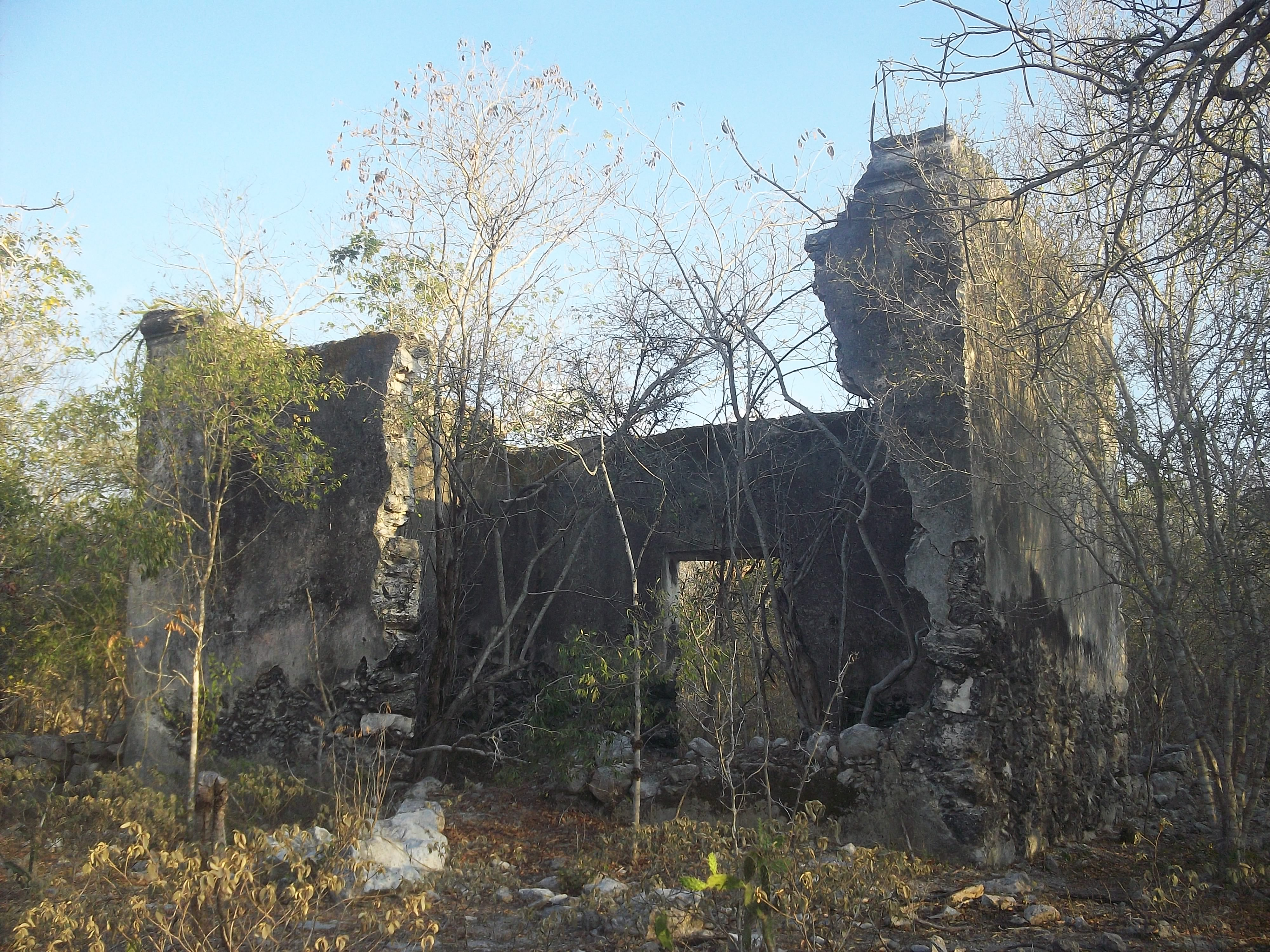
Vista de la hacienda Hoboyná.
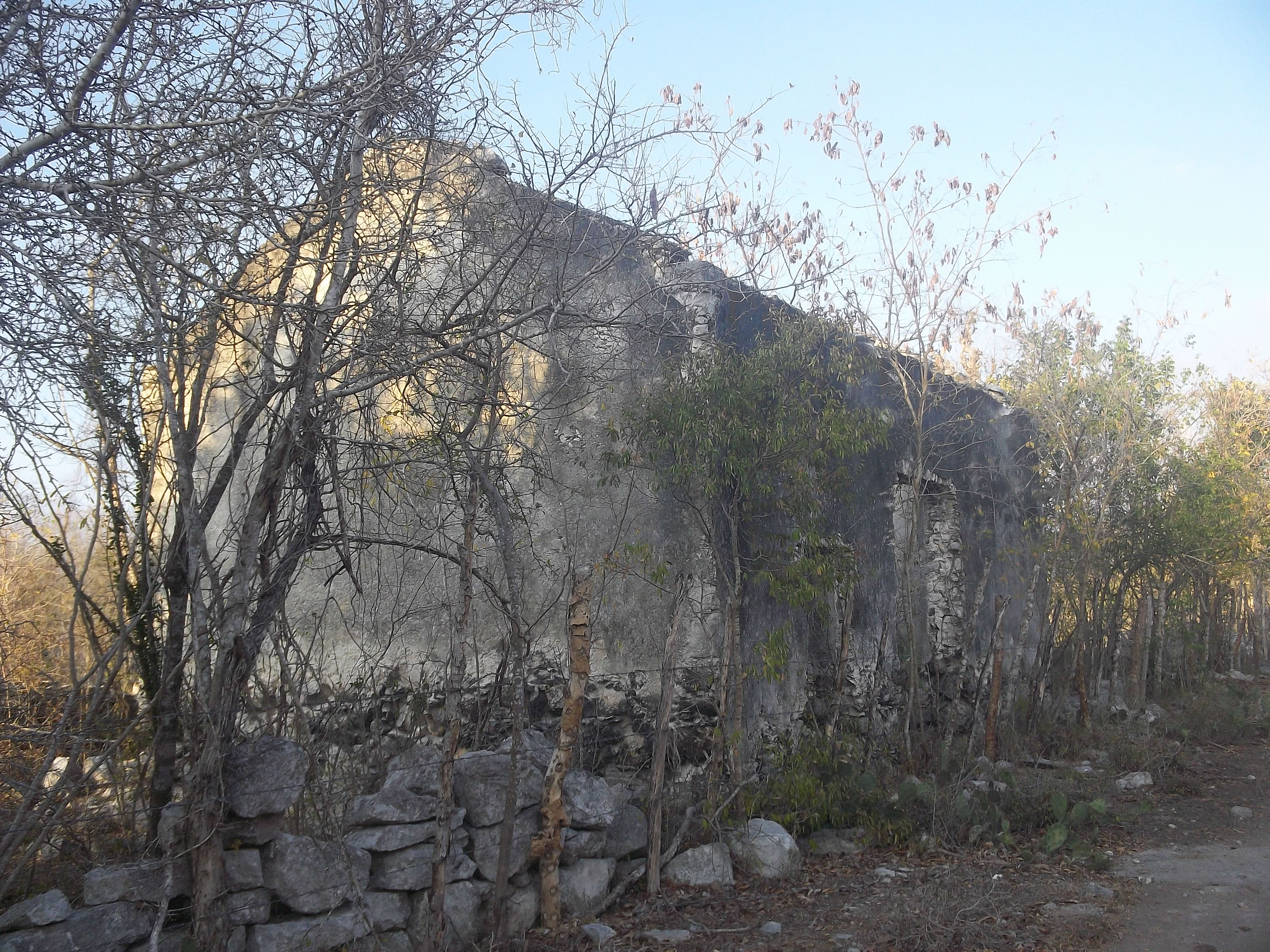
Vista de la hacienda Hoboyná.
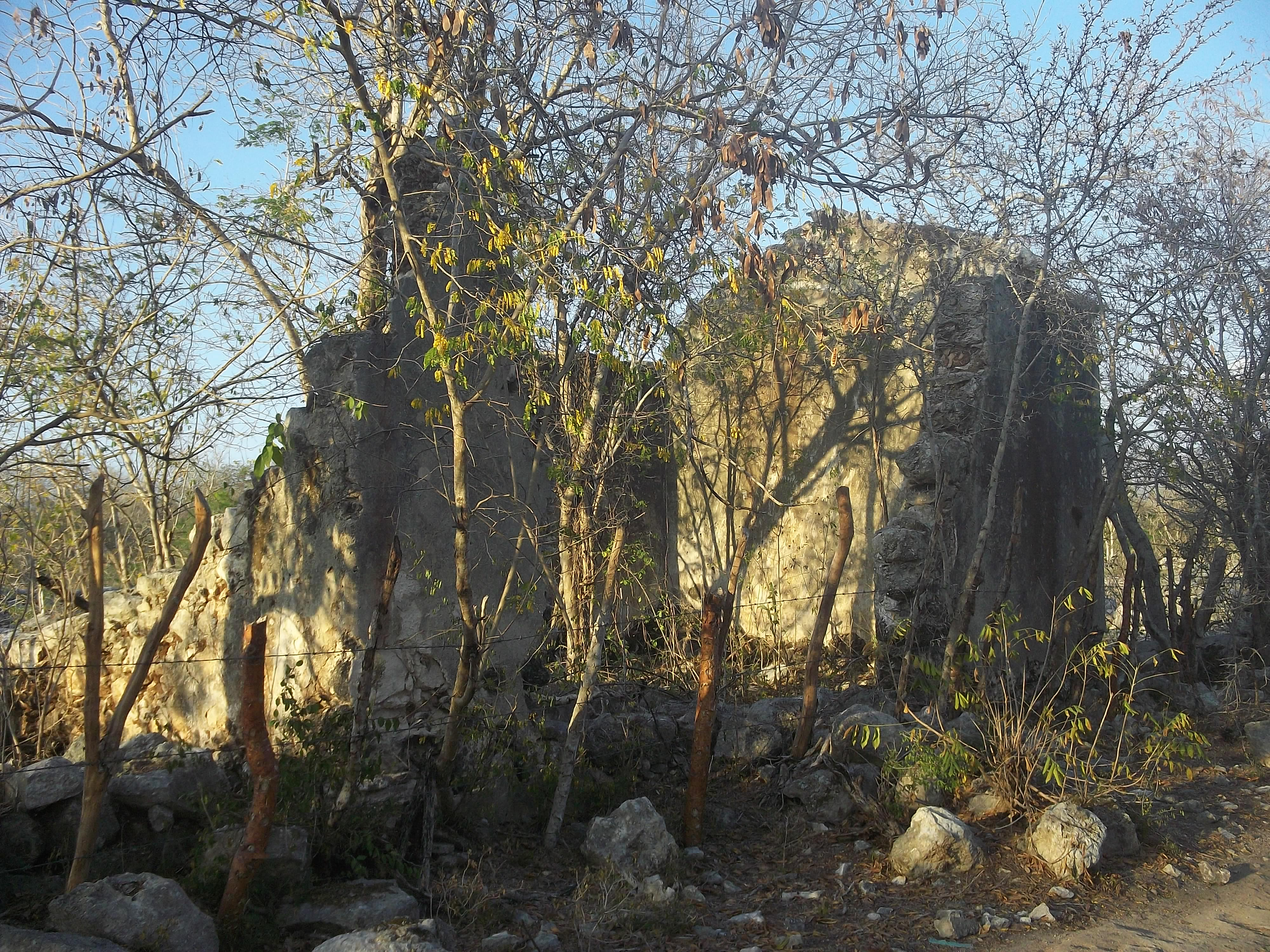
Vista de la hacienda Hoboyná.
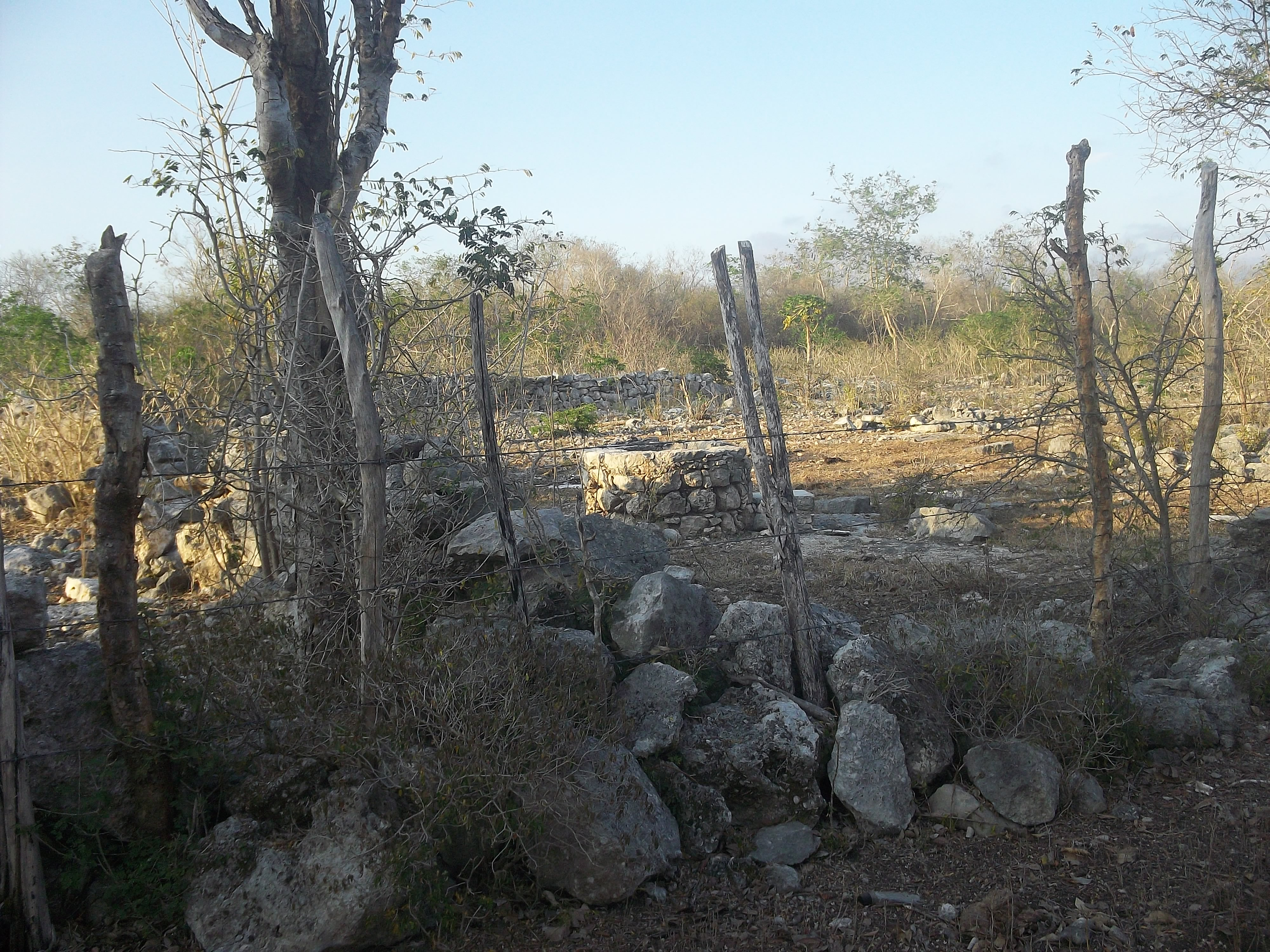
Vista de la hacienda Hoboyná.
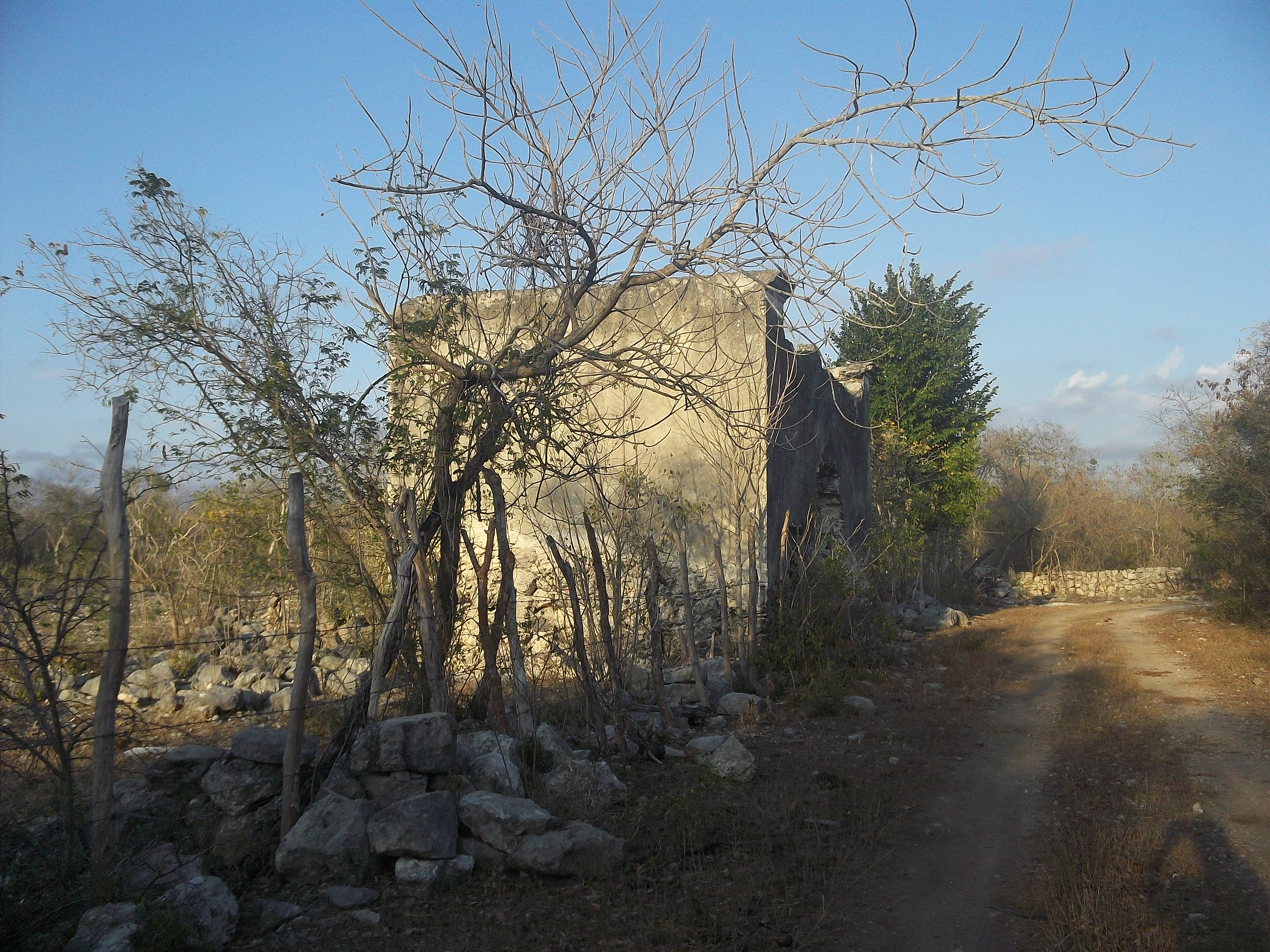
Vista de la hacienda Hoboyná.
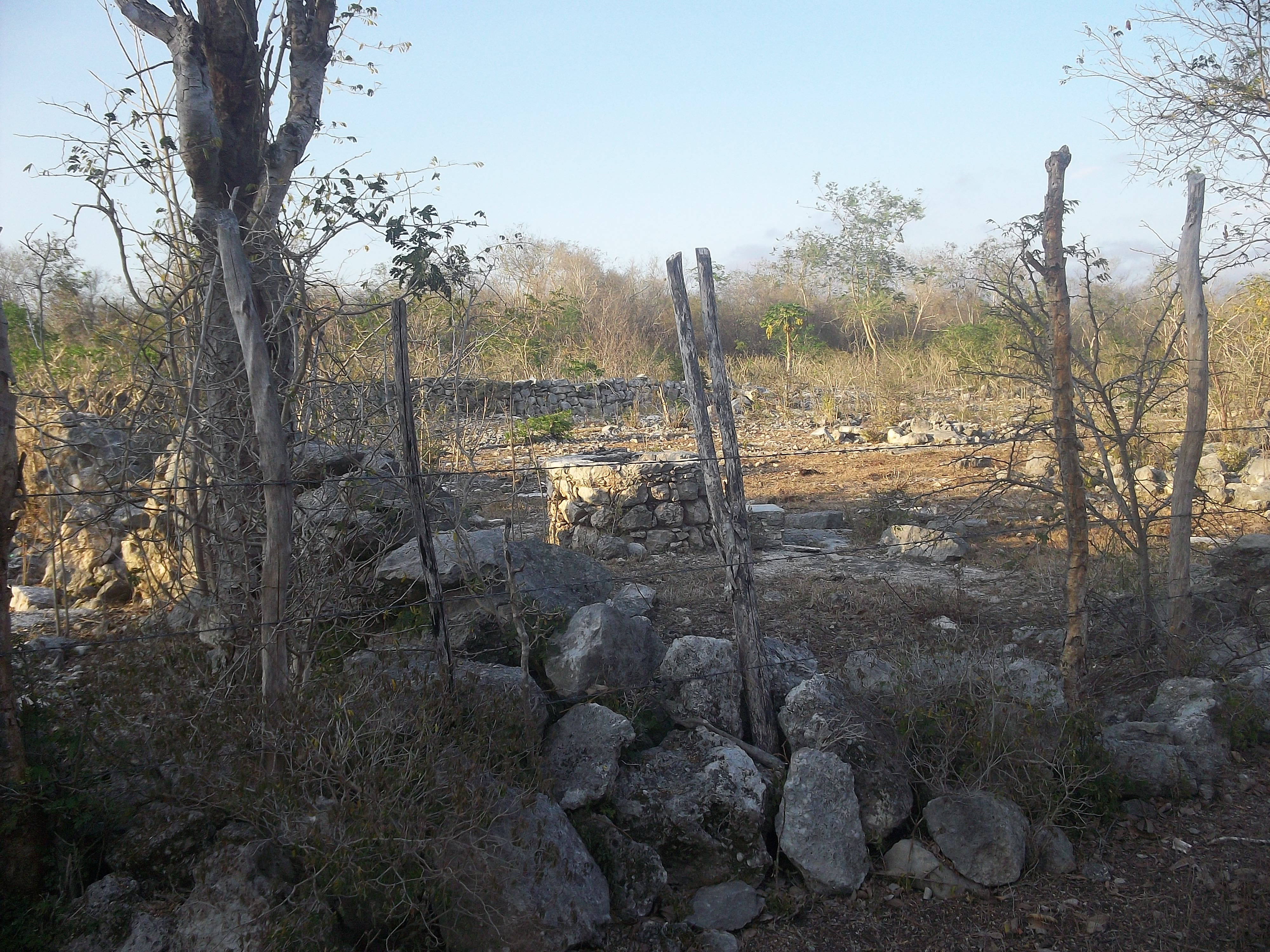
Vista de la hacienda Hoboyná.
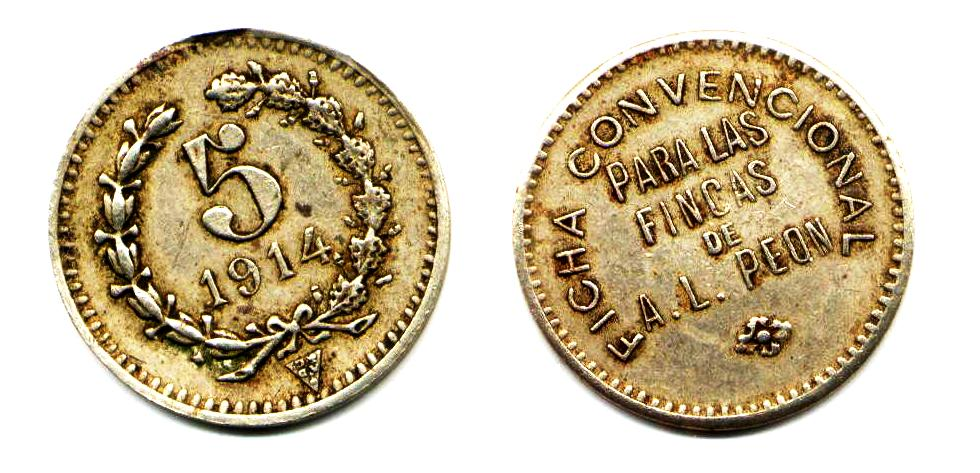
Ficha de pago por $ 0.05.
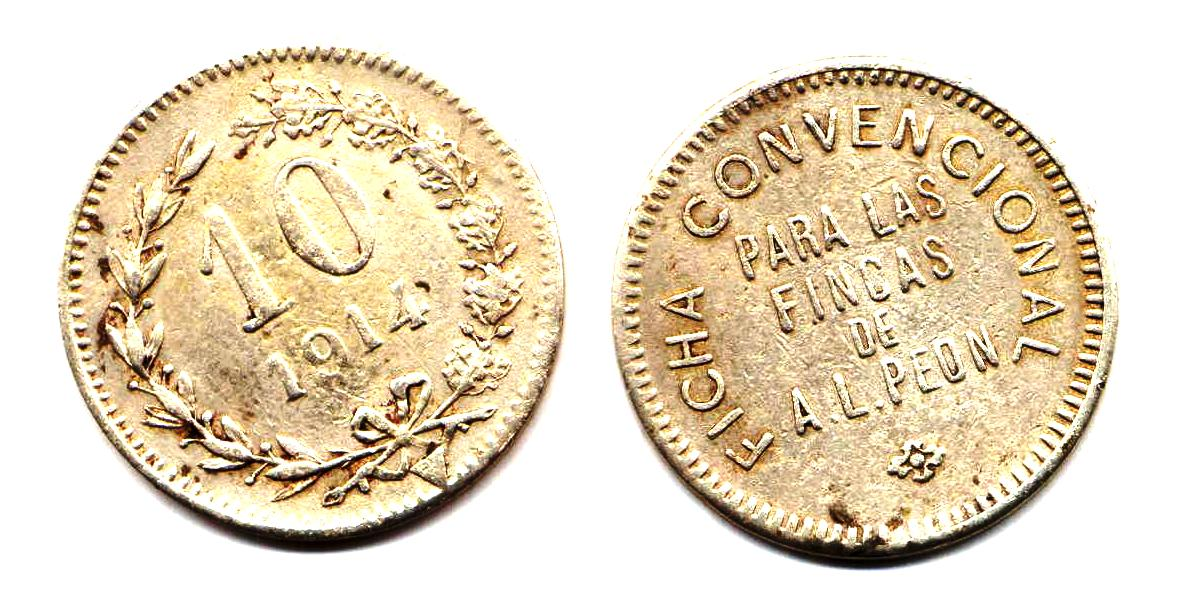
Ficha de pago por $ 0.10.
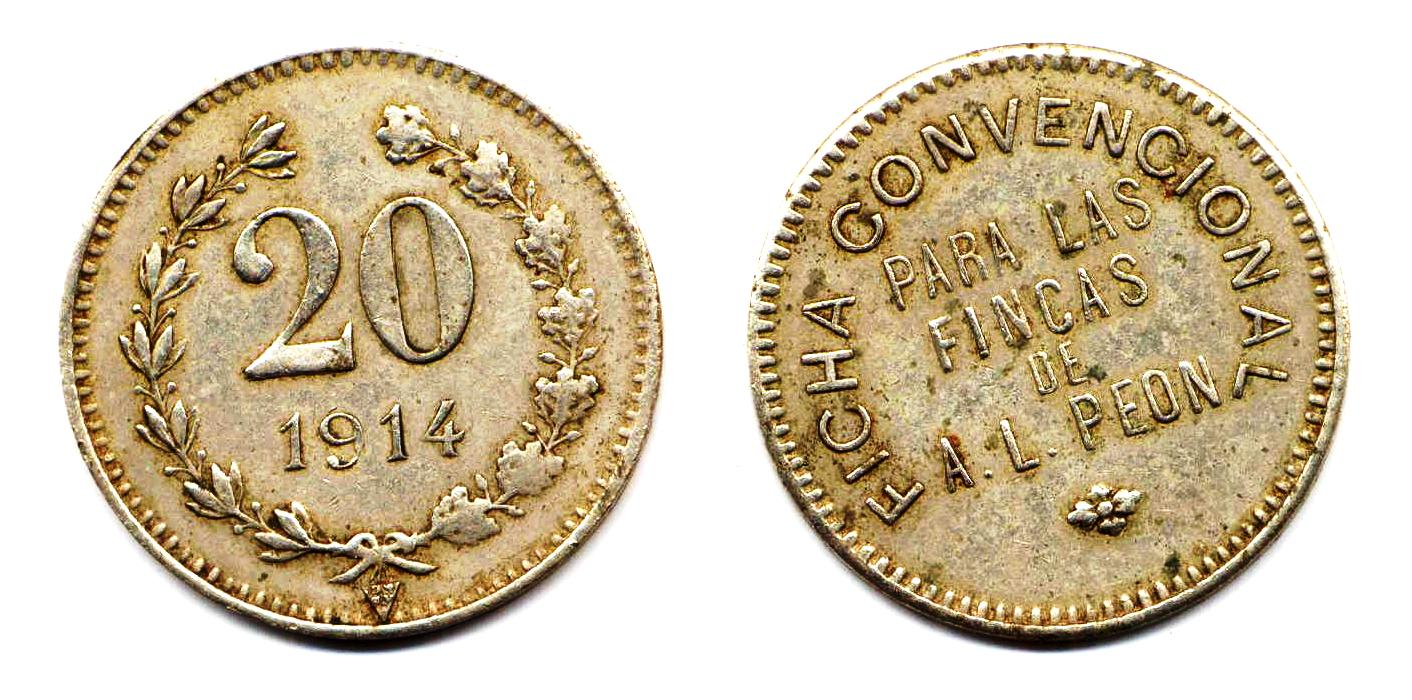
Ficha de pago por $ 0.20.
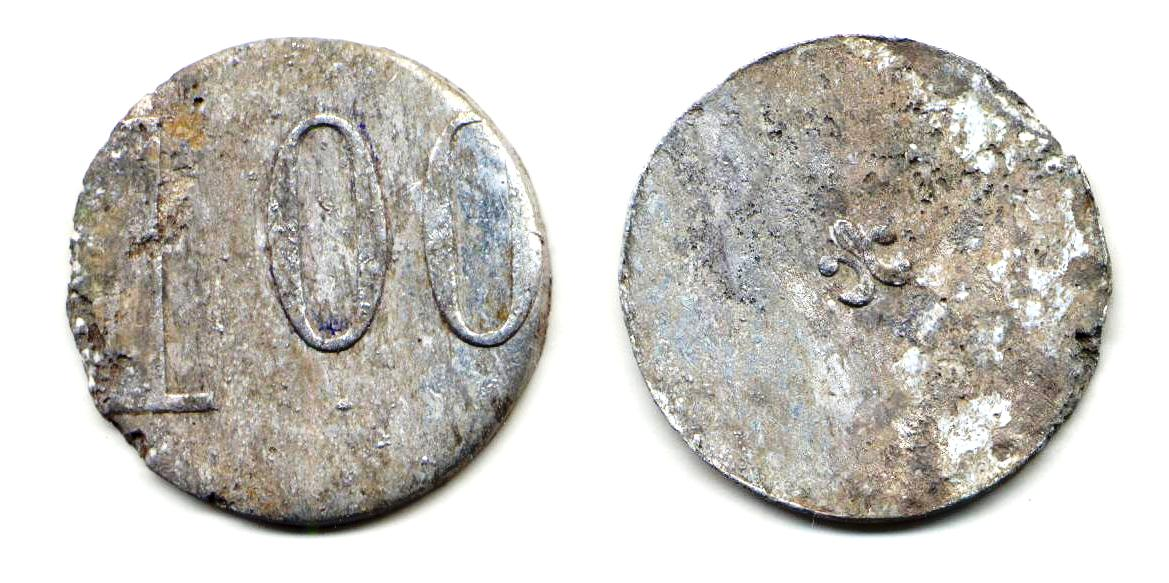
Ficha de pago por $ 1.00.